# Grupa Pilska

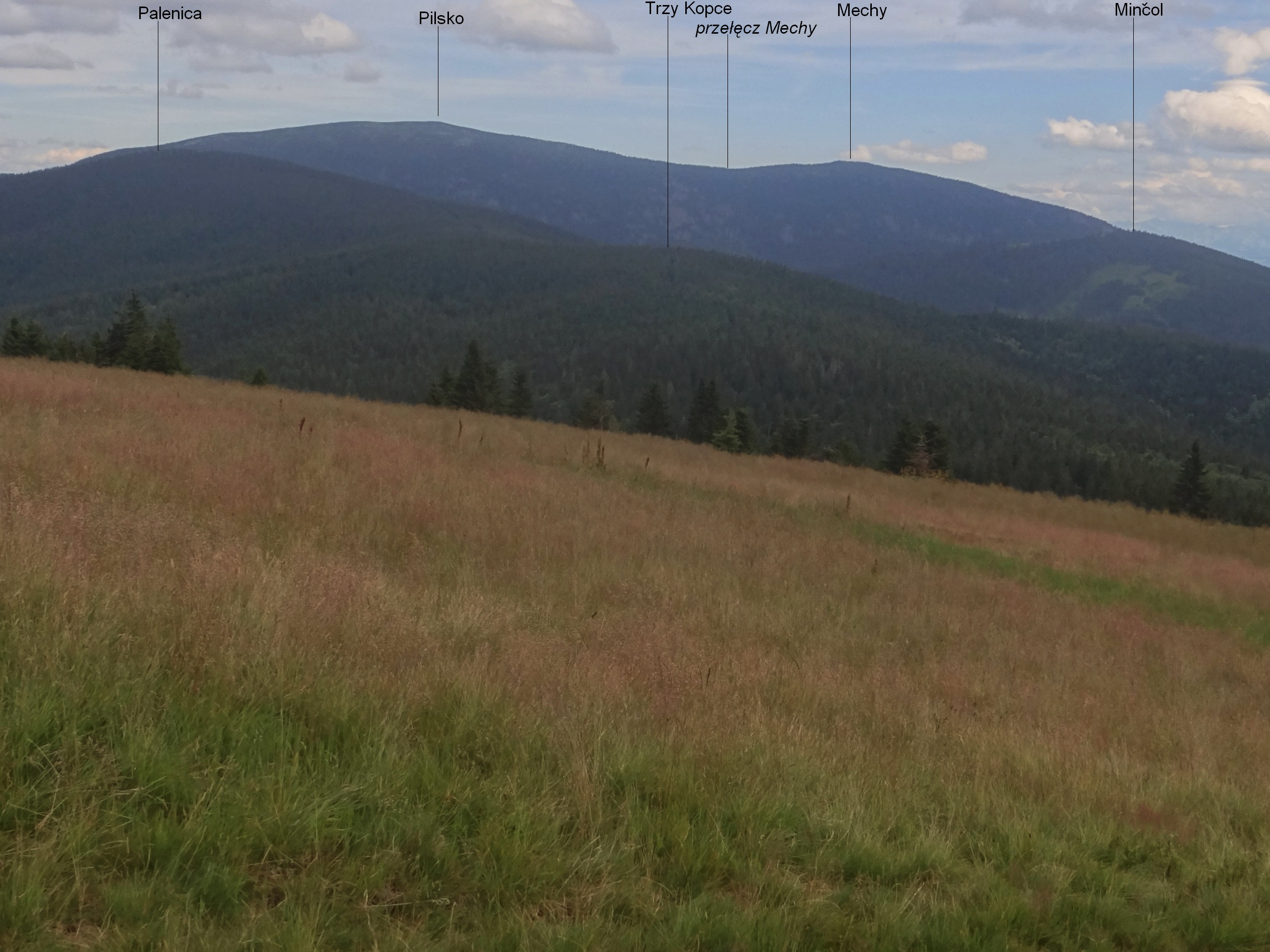
Masyw Pilska widziany z Hali Rysianki

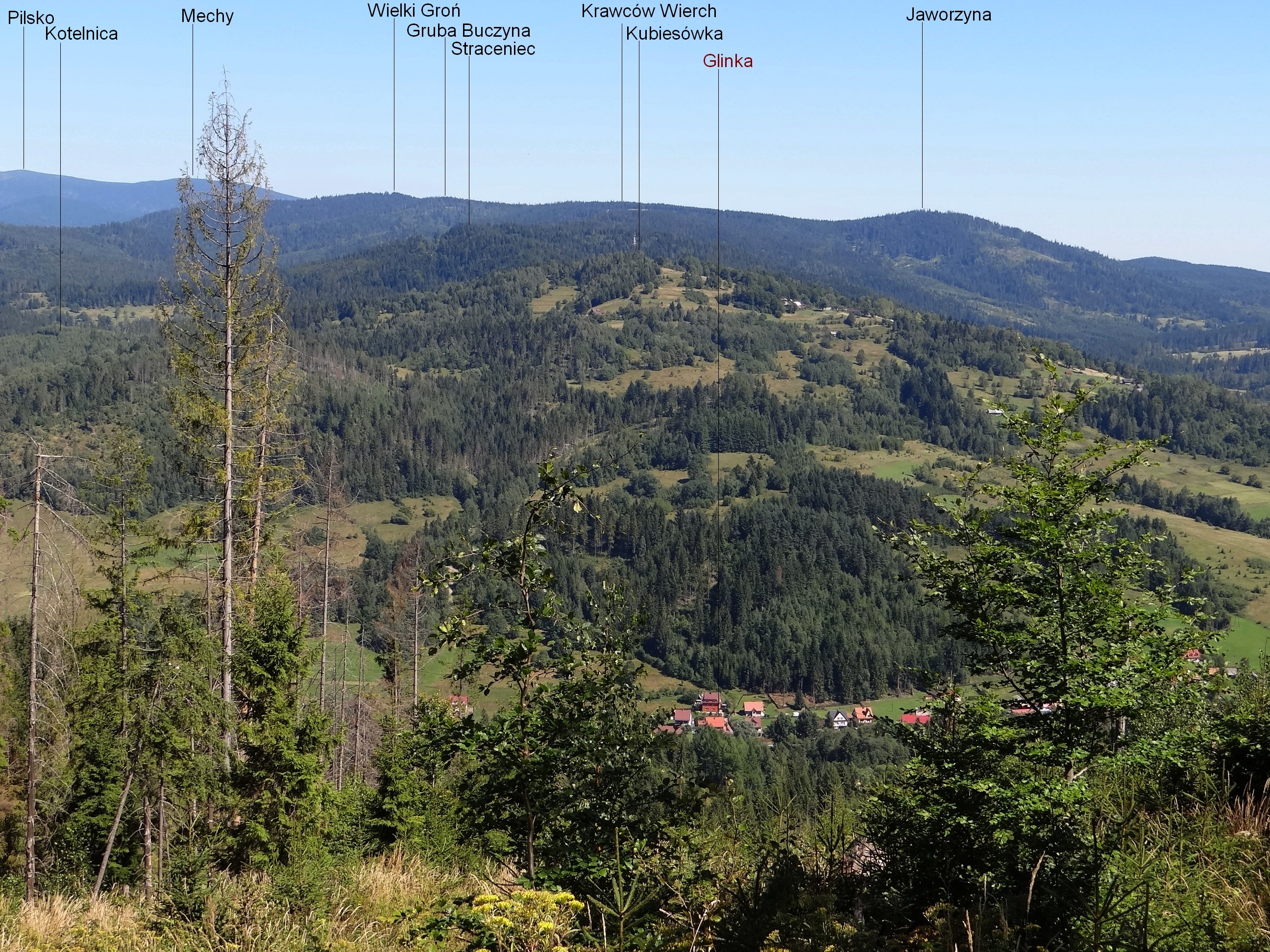
Fragment grzbietu granicznego z Krawców Wierchem widziany ze stoków Muńcuła

Grupa Pilska lub Pasmo Pilszczańskie – pasmo górskie na pograniczu polsko-słowackim, w środkowej części Beskidu Żywieckiego, o charakterze rozrogu. W szerszym znaczeniu, które występuje w literaturze geograficznej, pasmo to obejmuje rozległy zespół masywów Pilska (1557 m), Romanki (1366 m) i Lipowskiego Wierchu (1324 m). W węższym znaczeniu, przyjmowanym w literaturze turystyczno-krajoznawczej, pojęcie Grupy Pilska jest tożsame z masywem Pilska i przylegającym do niego od zachodu fragmentem grzbietu granicznego, a gniazda Romanki i Lipowskiego Wierchu wyróżnia się jako oddzielną grupę górską. W tym artykule opisano Grupę Pilska w węższym znaczeniu, a Grupie Lipowskiego Wierchu i Romanki poświęcono odrębny artykuł.

## Topografia
Grupa Pilska obejmuje łukowaty odcinek głównego grzbietu wododziału bałtycko-czarnomorskiego między przełęczami Glinką (845 m) i Glinne (809), którym przebiega równocześnie granica polsko-słowacka. Od siodła Glinki, gdzie pasmo graniczy z Grupą Wielkiej Raczy, grzbiet wododziałowy kieruje się na północ i przez Krawców Wierch (1075 m) oraz Grubą Buczynę (1132 m) dochodzi na przełęcz Bory Orawskie (930 m). Tutaj rozpoczyna się właściwy masyw Pilska, w ramach którego wododział osiąga zwornik Trzech Kopców (1216 m), skąd odbija na wschód i kulminuje w Palenicy (1343 m), Munczoliku (1356 m) i Górze Pięciu Kopców (1542 m, przedwierzchołek Pilska), by następnie dość gwałtownie obniżyć się do przełęczy Glinne, przechodząc tu w Pasmo Mędralowej.
Z kopuły Pilska rozchodzą się promieniście w wielu kierunkach odnogi grzbietowe różnych długości, formując charakterystyczny układ rozrogu. Na północ odgałęzia się długie ramię, schodzące przez Uszczawne (1145 m) i Krzyżową (725 m) do wsi Jeleśnia. Na południu najwybitniejsza jest krótka odnoga Mechów (1466 m), górująca nad wsią Mutne. Od zwornika Trzech Kopców na zachód odchodzi krótkie ramię, które pod Rysianką rozwidla się na dwa wybitne grzbiety – Romanki i Lipowskiego Wierchu – stanowiące same w sobie wtórne rozrogi, a wraz z Pilskiem układające się w jeden potężny rozróg, rozcięty ze wszystkich stron dolinami.
Granice Pasma Pilszczańskiego na terenie Słowacji (zlewnia Dunaju) znaczą na jego krańcach doliny potoku Klinianki i rzeki Półgórzanki oraz kotlinowate obniżenie zawarte pomiędzy tymi dolinami, biegnące wzdłuż podnóży grzbietu granicznego. W obniżeniu tym – które geografia słowacka określa jako tzw. Podbeskidzką Bruzdę, a geografia polska włącza do Działów Orawskich – rozłożyło się kilka wsi, od Orawskiej Półgóry po Nowoć. Na obszarze Polski (zlewnia Wisły) granicę z Grupą Lipowskiego Wierchu i Romanki prowadzi się w poprzek krótkiego grzbietu łącznikowego Rysianka–Trzy Kopce i dalej spływającymi stąd potokami – Bystrą, a następnie Glinką w górę na przełęcz Glinkę; po drugiej zaś stronie tego grzbietu łącznikowego – Sopotnią, i w górę Krzyżówką i Glinną do przełęczy Glinne.

## Środowisko przyrodnicze

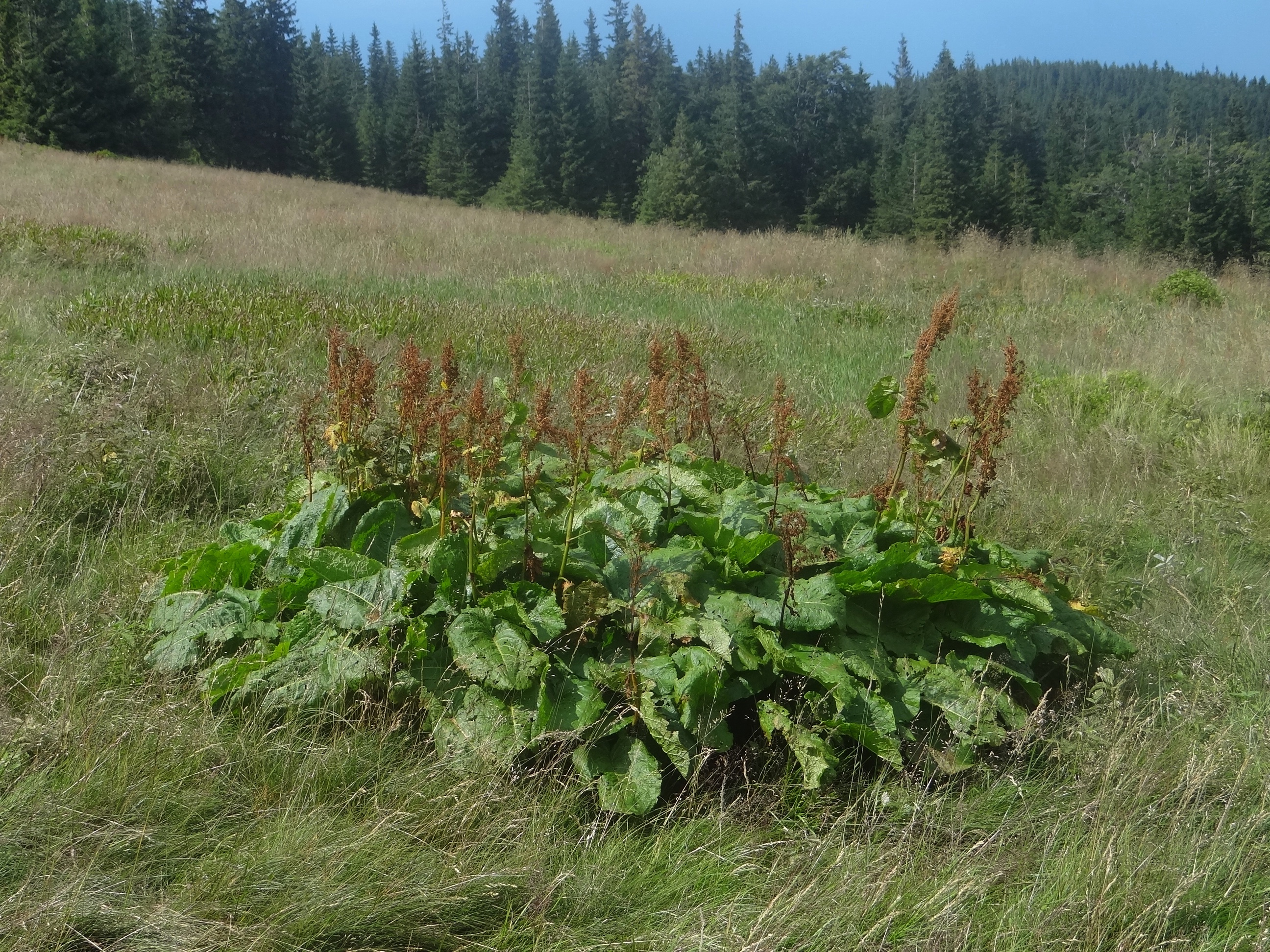
Hala Jodłowcowa z kępą szczawiu alpejskiego

Pasmo zbudowane jest z piaskowców w strefie płaszczowiny magurskiej. Roślinność ma układ piętrowy, występują piętra: pogórskie, dolnoreglowe, górnoreglowe i kosodrzewiny – to ostatnie tylko na szczycie Pilska, gdzie miejscami zaznaczają się też wychodnie skalne. Wyższe partie gór są z reguły zalesione, ale na polskiej stronie istnieją liczne polany będące pozostałościami dawnych hal pasterskich (m.in. Hala Cudzichowa, Hala Malorka), a w wielu miejscach pola i zabudowania miejscowości wspinają się wysoko na stoki gór. Słowacka część jest całkowicie zalesiona, miejscowości to zazwyczaj typowe łańcuchówki z zabudową skupioną w dolinach cieków, a pola uprawne zajmują tylko dolne stoki gór. Osobliwością są torfowiska na słowackiej stronie przełęczy Bory Orawskie, gdzie utworzono rezerwat Spálený grúnik. Po polskiej stronie istnieją rezerwaty Pod Rysianką i Pilsko. Z wielkoobszarowych form ochrony przyrody funkcjonują słowacki Obszar Chronionego Krajobrazu „Horná Orava” i polski Żywiecki Park Krajobrazowy.

## Turystyka
Polska część pasma jest dobrze zagospodarowana turystycznie. Istnieje gęsta sieć znakowanych szlaków (m.in. przebiega tędy Główny Szlak Beskidzki), a bazę noclegową zapewniają schroniska na Hali Miziowej i na Krawców Wierchu. Na stokach Pilska zimą działa jeden z większych w Polsce ośrodków narciarskich – Ośrodek Narciarski Pilsko w Korbielowie. Na słowackiej stronie znakowanych szlaków jest niewiele, schronisk brak, a miejsca noclegowe to jedynie kwatery w okolicznych miejscowościach. Ważniejsze wsie leżące w tym rejonie to: Jeleśnia, Korbielów, Sopotnia Wielka, Złatna, Orawska Półgóra, Orawskie Wesele, Mutne, Nowoć.